# Gruba Małgorzata
Gruba Małgorzata (est. Paks Margareeta) – konstrukcja obronna na końcu ulicy Pikk (Pikk tänav) w Tallinnie w Estonii, część murów miejskich. Wraz z Suur Rannavärav (Wielką Bramą Morską) miała służyć obronie miasta od strony portu.
Wieża została wybudowana w latach 1511–1530. Ma 25 metrów średnicy, 20 metrów wysokości, a jej mury są w niektórych miejscach grube na 5 metrów. W przeszłości służyła jako zbrojownia, magazyn prochu, a także jako więzienie. Podczas rewolucji lutowej w 1917 roku, gdy pełniła tę ostatnią funkcję, została podpalona przez tłum, a strażnicy więzienni zabici. Obecnie w wieży mieści się oddział Eesti Meremuuseum (Estońskie Muzeum Morskie).
Pochodzenie nazwy nie jest jasne. Istnieją teorie, iż pochodzi od nazwy jednego z dział, które umieszczono w wieży. Inne mówią o kucharce o imieniu Margareeta, która niegdyś w niej pracowała.

## Źródła
- Great Coastal Gate and Fat Margaret tower